# Nyamukubi (Ort)
Nyamukubi ist ein Ort im  Territorium Kalehe der Provinz Sud-Kivu in der Demokratischen Republik Kongo.

## Geographie
Nyamukubi liegt am Westufer des Kiwusees an der  Nationalstraße 2, die die beiden Provinzhauptstädte Bukavu und Goma von Sud- und Nord-Kivu verbindet.

## Geschichte
Schwere Regenfälle zwischen 2. und 5. Mai 2023 im Territorium Kalehe führten zu Überschwemmungen und Erdrutschen, die die beiden Orte Nyamukubi und Bushushu besonders schwer trafen und diese größtenteils zerstörten sowie in allen betroffenen Orten zusammengenommen mindestens 460 Menschen töteten. Bei Nyamukubi waren es die Flüsse Chichova, Nyamukubi und Lwano, die über die Ufer traten. Am 8. Mai wurde einen Tag Staatstrauer erklärt.
Am 5. Februar 2025 kam es in Nyamukubi zu Zusammenstößen zwischen den Streitkräften der Demokratischen Republik Kongo (FARDC) und den M23-Rebellen.